# みお (AV女優)
みお（1982年2月21日 - ）は、日本の元AV女優。
千葉県出身。身長152cm、スリーサイズB80W57H86、血液型A型。（プロフィールは、「早坂みく」でのもの）
宇宙企画より早坂 みく（はやさか みく）の名でデビュー後、セル出演解禁時にオーロラプロジェクト初の専属契約モデル・Mio（みお）として『放課後美少女H みお18才』シリーズに出演、8本のオリジナル作品を残して引退。

## 略歴
- 2001年7月、早坂みくとして、AVデビュー。
- 2002年4月、Mio（みお）と改名して、オーロラプロジェクト初の専属契約モデルとなる。
- 2003年3月、引退。

## 作品

### アダルトビデオ

#### 早坂みく 名義
- アイドル×アイドル（2001年7月31日 VHS 、宇宙企画） - デビュー作品。
- 境界線（2001年8月31日 VHS 、宇宙企画）
- ノーカット プラス ドキュメント（2002年4月27日 DVD 、宇宙企画） - 『アイドル×アイドル』&『境界線』の2タイトルをノーカットで収録。
- 宇宙企画2002DX（2002年6月30日 DVD 、宇宙企画） - オムニバス。
- 宇宙企画COMBO!4時間 むっちりブルマ編（2004年12月10日 DVD 、宇宙企画） - オムニバス。
- 宇宙企画COMBO!4時間 ムレムレくい込みスク水＆競泳水着編（2005年7月15日 DVD 、宇宙企画） - オムニバス。

#### Mio（みお） 名義
- 放課後美少女H みお18才 Part.1（2002年4月1日 DVD 、オーロラプロジェクト） - オーロラプロジェクト初の専属契約モデルとしてデビュー。
- 放課後美少女H みお18才 Part.2（2002年4月1日 DVD 、オーロラ・プロジェクト）
- 放課後美少女H みお18才 Part.3（2002年7月1日 DVD 、オーロラ・プロジェクト）
- 放課後美少女H みお18才 Part.4（2002年7月1日 DVD 、オーロラ・プロジェクト）
- 放課後美少女H みお18才 Part.5（2003年1月1日 DVD 、オーロラ・プロジェクト）
- 放課後美少女H みお18才 Part.6（2003年1月1日 DVD 、オーロラ・プロジェクト）
- 放課後美少女H みお18才 Part.7（2003年3月1日 DVD 、オーロラ・プロジェクト）
- 放課後美少女H みお18才 Part.8 FINAL（2003年3月1日 DVD 、オーロラ・プロジェクト） - 引退作。
- オーロラプロジェクト未収録映像集 スクラップブック Vol-01（2003年8月7日 DVD 、オーロラ・プロジェクト） - ラブホテルのバスルームでの収録。他に、小澤春香、水原たま、田中瞳、河原鮎子。
- 放課後美少女H みお18才 Part.1&2（2006年3月23日 DVD 、オーロラ・プロジェクト） - 廉価版発売。